# 11385 Beauvoir
11385 Beauvoir este o planetă minoră (asteroid), cu un diametru de 12,55 km, din centura de asteroizi. A fost descoperită pe 20 septembrie 1998 la Observatorul European Austral de Eric Walter Elst și a fost numită după Simone de Beauvoir. 
Obiectul prezintă o orbită caracterizată de o semiaxă mare de 3,0278966 UAi, o excentricitate de 0,08, o înclinație de 2,77031 ° în raport cu ecliptica.